# Alan McCullough
Pour les articles homonymes, voir McCullough.
Alan McCullough est un scénariste et producteur de télévision américain. Il est principalement connu pour avoir participé à de nombreuses séries télévisées de science-fiction produites par la chaîne SyFy comme Stargate SG-1, Stargate Atlantis ou encore Sanctuary. Il fut également acteur en début de carrière mais ses rôles furent moindres.

## Filmographie
Sauf indication contraire, les informations mentionnées dans cette section peuvent être confirmées par la base de données cinématographiques IMDb,  présente dans la section « Liens externes ».
| Année       | Titre de l'œuvre              | Type            | Métier(s) | Métier(s)  | Métier(s)  | Métier(s)  | Note(s)                                                      |
| Année       | Titre de l'œuvre              | Type            | Acteur    | Producteur | Scénariste | Consultant | Note(s)                                                      |
| ----------- | ----------------------------- | --------------- | --------- | ---------- | ---------- | ---------- | ------------------------------------------------------------ |
| 1998        | Aldrich Ames: Traitor Within  | Téléfilm        | ✔️        |            |            |            | Rôle : Nash                                                  |
| 2000        | American Psycho               | Film            | ✔️        |            |            |            | Rôle : figurant                                              |
| 2001        | Funny Things                  | Court métrage   | ✔️        |            |            |            | Rôle : Bip                                                   |
| 2002        | Go Motion                     | Téléfilm        |           |            | ✔️         |            |                                                              |
| 2004        | Jake Moxie                    | Court métrage   | ✔️        |            |            |            | Rôle : Ned Handelson                                         |
| 2005        | La Vie selon Annie            | Série télévisée |           |            | ✔️         |            | 24 épisodes écrits                                           |
| 2005        | Chilly Beach                  | Série télévisée |           |            | ✔️         |            | 1 épisode écrit                                              |
| 2005 - 2007 | Stargate Atlantis             | Série télévisée |           | ✔️         | ✔️         | ✔️         | 40 épisodes produits, 11 épisodes écrits, consultant créatif |
| 2006 - 2007 | Stargate SG-1                 | Série télévisée |           |            | ✔️         | ✔️         | 10 épisodes écrits                                           |
| 2009        | Stargate Universe             | Série télévisée |           | ✔️         | ✔️         |            | 7 épisodes produits, 1 épisode écrit                         |
| 2009 - 2011 | Sanctuary                     | Série télévisée |           | ✔️         | ✔️         |            | 46 épisodes produits, 11 épisodes écrits                     |
| 2012        | Lost Girl                     | Série télévisée |           | ✔️         |            |            | 9 épisodes produits                                          |
| 2013        | Cracked                       | Série télévisée |           |            |            |            | 12 épisodes produits                                         |
| 2013 - 2014 | Reign : Le Destin d'une reine | Série télévisée |           |            | ✔️         |            | 21 épisodes produits                                         |
| 2015        | Rookie Blue                   | Série télévisée |           | ✔️         | ✔️         |            | 9 épisodes produit, 1 épisode écrit                          |
| 2016        | Private Eyes                  | Série télévisée |           | ✔️         | ✔️         |            | 10 épisodes produits, 3 épisodes écrits                      |